# Basketball-Südamerikameisterschaft der Damen 1946
Die Basketball-Südamerikameisterschaft der Damen 1946, die erste Basketball-Südamerikameisterschaft der Damen, fand zwischen dem 10. und dem 22. Mai 1946 in Santiago de Chile, Chile statt, das zum ersten Mal die Meisterschaft ausrichtete. Gewinner war der Gastgeber, der ungeschlagen seine erste Südamerikameisterschaft der Damen errang.

## Teilnehmende Mannschaften
Argentinien

 Bolivien

 Brasilien

 Chile

## Modus
Gespielt wurde in Form eines Rundenturniers zu vier Mannschaften. Jede Mannschaft spielte gegen jede andere genau einmal, sodass jede Mannschaft drei Spiele (insgesamt wurden sechs Spiele absolviert) absolvierte. Pro Sieg gab es zwei Punkte, für eine Niederlage immerhin noch einen Punkt. Die Mannschaft mit den meisten Punkten wurde Basketball-Südamerikameister der Damen 1946. Bei Punktgleichheit entschied der Direkte Vergleich.

## Ergebnisse
| Platzierung | Mannschaft  | Punkte | G | V | Körbe   | Diff |
| ----------- | ----------- | ------ | - | - | ------- | ---- |
| 1           | Chile       | 6      | 3 | 0 | 162:100 | +62  |
| 2           | Brasilien   | 5      | 2 | 1 | 113:91  | +22  |
| 3           | Argentinien | 4      | 1 | 2 | 78:117  | −39  |
| 3           | Bolivien    | 3      | 0 | 3 | 87:132  | −45  |

|  |  | Chile | 46 – 34 | Brasilien |  |
|  |  |       |         |           |  |
|  |  |       |         |           |  |
|  |  |       |         |           |  |

|  |  | Chile | 54 – 28 | Argentinien |  |
|  |  |       |         |             |  |
|  |  |       |         |             |  |
|  |  |       |         |             |  |

|  |  | Chile | 62 – 38 | Bolivien |  |
|  |  |       |         |          |  |
|  |  |       |         |          |  |
|  |  |       |         |          |  |

|  |  | Brasilien | 37 – 22 | Argentinien |  |
|  |  |           |         |             |  |
|  |  |           |         |             |  |
|  |  |           |         |             |  |

|  |  | Brasilien | 42 – 23 | Bolivien |  |
|  |  |           |         |          |  |
|  |  |           |         |          |  |
|  |  |           |         |          |  |

|  |  | Argentinien | 28 – 26 | Bolivien |  |
|  |  |             |         |          |  |
|  |  |             |         |          |  |
|  |  |             |         |          |  |

| Chile               |
| Meister Chile       |
| Erste Meisterschaft |

## Abschlussplatzierung
| Rang | Mannschaft  |
| ---- | ----------- |
| 1    | Chile       |
| 2    | Brasilien   |
| 3    | Argentinien |
| 4    | Bolivien    |